# Oliver Petersch
Oliver Petersch (* 26. April 1989) ist ein ehemaliger deutscher Fußballspieler. Er wurde vornehmlich im Mittelfeld, aber auch in der Abwehr eingesetzt.

## Familie
Oliver Petersch ist der Bruder von Daniel Petersch, der gleichfalls als Fußballspieler aktiv ist.

## Karriere

### Im Verein

#### Jugendstationen und Eintritt in den Seniorenfußball
Oliver Petersch begann das Fußballspielen beim SV Wolsfeld, bevor er über den FC Bitburg 2001 zu Bayer 04 Leverkusen wechselte. Hier durchlief er im Folgenden die Jugendabteilungen und gewann 2007 die deutsche A-Jugendmeisterschaft und 2008 den DFB-Junioren-Vereinspokal. In der Saison 2008/09 wurde er dann Teil der zweiten Seniorenmannschaft und etablierte sich in der Regionalliga West als Stammspieler.

#### Wechsel zu Rot-Weiß Oberhausen
2009 verließ er den Verein jedoch und schloss sich ablösefrei Rot-Weiß Oberhausen an. Hier bestritt er gleich am 1. Spieltag der Zweitligaspielzeit 2009/10 sein Profidebüt, als er bei der 0:3-Niederlage gegen den 1. FC Union Berlin durchspielte. In der Hinrunde war er Stammkraft und stand in 14 von 17 Partien in der Startformation, wurde dabei allerdings auch 11-mal ausgewechselt. Die ersten zwei Spiele in der zweiten Halbserie bestritt er dann zwar über die vollen 90 Minuten, danach wurde er aber nur noch vom 21. bis zum 28. Spieltag als Einwechselspieler eingesetzt und musste dann wegen Rückenproblemen die Saison vorzeitig beenden.

#### Wechsel zu Eintracht Braunschweig
Nachdem RWO im Sommer 2011 aus der 2. Bundesliga abgestiegen war, unterschrieb Petersch einen Zweijahresvertrag bei Zweitliga-Aufsteiger Eintracht Braunschweig und verblieb damit in der zweithöchsten deutschen Spielklasse. Sein erstes Zweitligaspiel für den BTSV hatte er dann gleich am ersten Spieltag gegen den TSV 1860 München im Eintracht-Stadion. Er kam in der 75. Minute für Mirko Boland ins Spiel. Das Spiel wurde mit 3:1 gewonnen. In der Saison 2011/12 verpasste Petersch aufgrund einer Entzündung des Schambeins die komplette Hinrunde. In der Rückrunde absolvierte er elf Spiele, erzielte ein Tor und stieg am Ende der Saison mit der Eintracht in die Bundesliga auf.

#### Wechsel zu Arminia Bielefeld
Zur Saison 2013/14 wechselte Petersch ablösefrei zum Zweitligaaufsteiger Arminia Bielefeld, wo er einen Vertrag bis Juni 2015 erhielt. Da dieser nur für die zweite Liga Gültigkeit hatte und die Arminia abstieg, verließ er den Verein und beendete im Oktober 2014 seine Karriere.

### Erfolge
- Deutscher U19-Juniorenmeister mit Bayer 04 Leverkusen 2007
- Gewinner des DFB-Junioren-Vereinspokals mit Bayer 04 Leverkusen 2008

### In der Nationalmannschaft
Darüber hinaus spielte Petersch auch in verschiedenen Altersklassen für die Auswahlmannschaften des DFB.